# NHK新温泉ラジオ中継放送所
NHK新温泉ラジオ中継放送所（エヌエイチケイしんおんせんラジオちゅうけいほうそうじょ）は、兵庫県美方郡新温泉町用土にある、NHKラジオ第1放送の中継局で、2017年12月に開局した。
2021年現在、AMラジオの正規中継局の開局としては最後となっている。

## 概要
| 周波数  | 放送局名    | コールサイン | 空中線電力 | 放送対象 地域 | 放送区域 内世帯数 |
| ------- | ----------- | ------------ | ---------- | ------------- | ----------------- |
| 1233kHz | NHK 大阪第1 | なし         | 500W       | 近畿広域圏    | 約-世帯           |